# Oliver Nelson
 (février 2016).
Si vous disposez d'ouvrages ou d'articles de référence ou si vous connaissez des sites web de qualité traitant du thème abordé ici, merci de compléter l'article en donnant les références utiles à sa vérifiabilité et en les liant à la section « Notes et références ».
Pour les articles homonymes, voir Nelson.
Oliver Nelson (1932-1975) est un saxophoniste, compositeur et arrangeur de jazz américain.
Il a travaillé par ailleurs avec des artistes de musique soul, rhythm and blues, funk et pop ainsi que pour le cinéma et la télévision.

## Biographie
Né dans une famille de musiciens, Oliver Nelson apprend le piano à l'âge de six ans, puis le saxophone à l'âge de onze ans.
Dès 1947, il se produit avec des orchestres locaux dans la région de Saint-Louis. De 1950 à 1951, il intègre l'orchestre de Louis Jordan comme saxophoniste alto et arrangeur.
Après son service militaire dans les Marines, il prend des cours d'écriture et théorie musicales à la Washington University, puis à la Lincoln University.
Sorti diplômé en 1958, il s'installe à New York. Là, il travaille pour Erskine Hawkins et Wild Bill Davis. Il est par ailleurs arrangeur « régulier » pour l'Apollo Theater de Harlem.
En 1959, on le retrouve dans le big band de Louie Bellson. De 1960 à 1961, il joue du saxophone ténor dans l'orchestre de Quincy Jones.
Durant la même période, 1959-1961 il enregistre six albums comme leader pour le label Prestige Records (avec comme sidemen Kenny Dorham, Johnny « Hammond » Smith, Eric Dolphy, Roy Haynes, King Curtis, Jimmy Forrest...)
En 1961, il signe l'album culte The Blues and the Abstract Truth pour le label Impulse (avec, comme sidemen, Freddie Hubbard, Eric Dolphy, George Barrow (en), Bill Evans, Paul Chambers et Roy Haynes). Cet album, qui contient Stolen Moments, thème devenu depuis un standard de jazz, connaît un succès commercial.
Sa réputation de compositeur et d'arrangeur de jazz étant établie, il est amené à écrire des arrangements pour Julian Cannonball Adderley, Gene Ammons, Louis Armstrong, Elek Bacsik, Gato Barbieri, Count Basie, Ray Brown, Betty Carter, Chris Connor, King Curtis, Lou Donaldson, Art Farmer, Maynard Ferguson, Jimmy Forrest, Red Garland, Johnny Hartman, Johnny Hodges, Richard "Groove" Holmes, Paul Horn, Milt Jackson, Jackie & Roy, Jay Jay Johnson, Hank Jones, Ramsey Lewis, Gary McFarland, Carmen McRae, Herbie Mann, Thelonious Monk, Wes Montgomery, Lee Morgan, Joe Newman, Esther Phillips, Buddy Rich, Sonny Rollins, Jimmy Rushing, Pee Wee Russell, Shirley Scott, Doc Severinsen, Bud Shank, Jimmy Smith, Billy Taylor, Jack Teagarden, Clark Terry, Cal Tjader, Stanley Turrentine, Frank Wess, Joe Williams, Kai Winding...
Creed Taylor fait souvent appel à lui comme arrangeur pour les productions jazz « à gros budgets » de Verve Records.
Il continue à travailler comme instrumentiste, comme sideman pour d'autres musiciens ou dans ses propres formations. Il enregistre sous son nom plusieurs albums de jazz souvent mâtinés de musique soul et de funk.
Habitant à partir de 1967 à Los Angeles, il travaille pour la télévision (écrivant des musiques pour des feuilletons L'homme de fer, Night Gallery, Columbo, L'Homme qui valait trois milliards, The Bionic Woman, Longstreet, Banacek, Matt Helm,...) et le cinéma (compositeur pour Une poignée de plombs (Death of a Gunfighter) d'Alan Smithee ; arrangeur pour Le Dernier Tango à Paris de Bernardo Bertolucci et Lady Sings the Blues de Sidney J. Furie).
Il arrange et/ou produit des sessions de rhythm and blues, soul, funk ou pop pour des artistes comme Nancy Wilson, Ray Charles, James Brown, Leon Thomas, The Temptations, Diana Ross... Pour anecdote, il arrange même un titre pour un album de Ringo Starr.
Par ailleurs, on retiendra qu'Oliver Nelson a écrit quelques pièces de musique classique et/ou third stream music : Divertimeto for chamber orchestra (1956) ; Sonata for E-flat alto sax and piano (1957) ; Woodwind quintet (1960) ; Dirge for chamber orchestra (1961) ; Soundpiece for Contralto, string quartet and piano (1963) ; Complex City (1966) ; Concerto for xylophone, marimba and vibraphone (1967) ; Jazzhattan suite (1967) ; Septet 1968 (1968) ; Black suite for string quartet and jazz orchestra (1970) ; Concert piece for alto saxophone and studio orchestra (1972) et Fugue and Bossa (1973).
Enfin, sporadiquement, il a enseigné l'écriture musicale (Washington University en 1969...)
Il meurt à 43 ans d'une crise cardiaque.

## Discographie comme leader
Impulse!
- 1961: The Blues and the Abstract Truth
- 1964: More Blues and the Abstract Truth (en)
- 1966: Oliver Nelson Plays Michelle (en)
- 1966: Sound Pieces (en)
- 1966: Happenings (en) (avec Hank Jones)
- 1967: Spirit of '67 (en) (avec Pee Wee Russell)
- 1967: The Kennedy Dream (en)
- 1967: Live from Los Angeles (en)
- 1968: Soulful Brass (en) (avec Steve Allen)

Prestige Records
- 1959: Meet Oliver Nelson (en)
- 1960: Taking Care of Business (en)
- 1960: Screamin' the Blues
- 1960: Nocturne (en)
- 1960: Soul Battle (en)
- 1961: Straight Ahead (en)
- 1961: Main Stem (en)
- 1962: Afro/American Sketches (en)

Flying Dutchman Records
- 1969: Soulful Brass #2 (avec Steve Allen)
- 1969: Black, Brown and Beautiful (en)
- 1971: Berlin Dialogue for Orchestra (en)
- 1971: Swiss Suite (en)
- 1974: Oliver Edward Nelson in London with Oily Rags (en)
- 1975: Skull Session (en)

Autres labels
- 1962: Impressions of Phaedra (en) (United Artists)
- 1962: Full Nelson (en) (Verve Records)
- 1964: Fantabulous (en) (Argo Records)
- 1966: Encyclopedia of Jazz (en) (Verve Records)
- 1966: The Sound of Feeling (en) (Verve Records)
- 1967: Jazzhattan Suite (en) (Verve Records)
- 1970: Zig Zag (bande originale du film) (MGM Records)
- 1975: Stolen Moments (en) (Inner City)